# Hochebene von Ginani

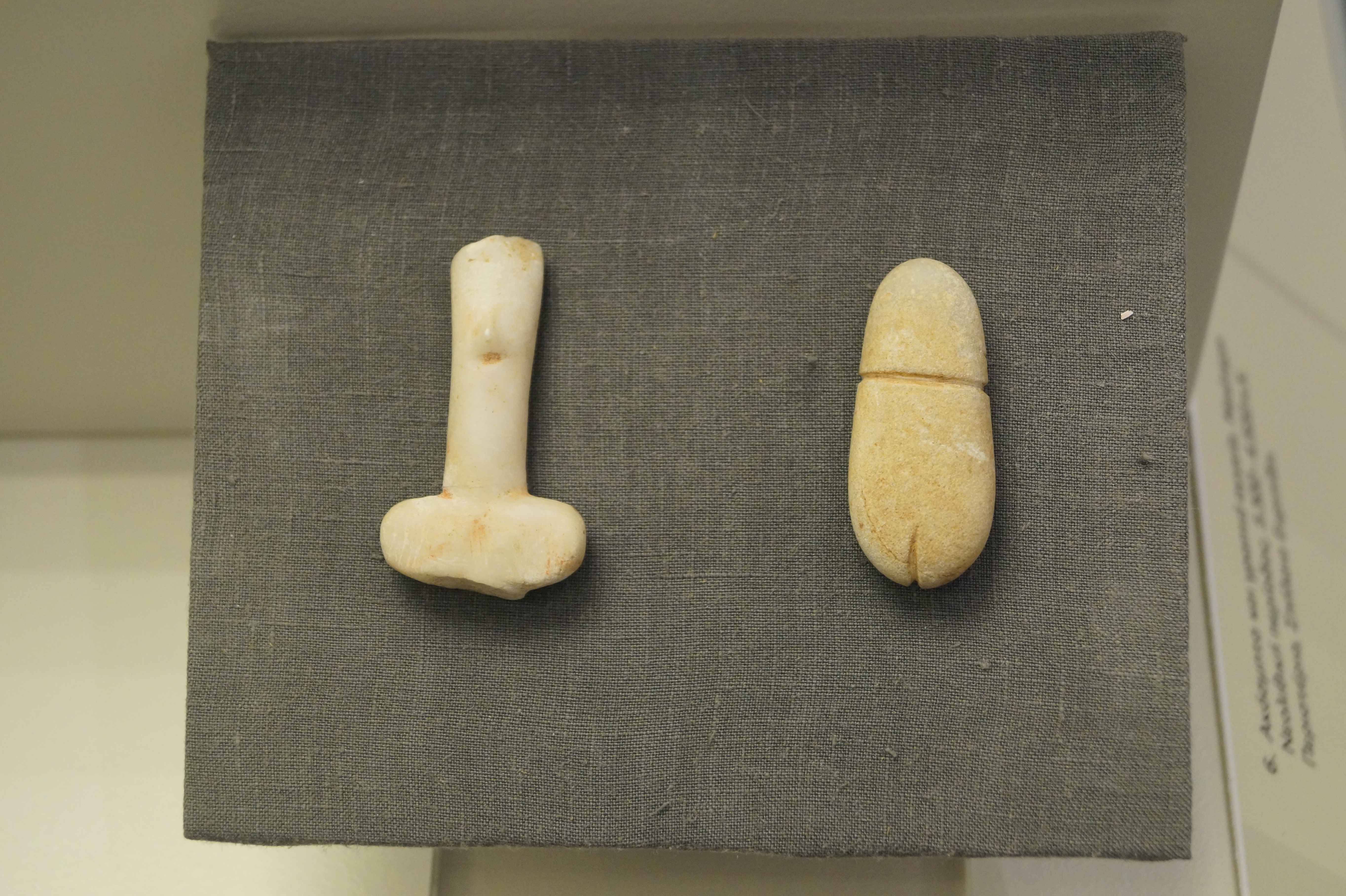
Schematische, anthropomorphe Kieselsteinfigur von Ginani, Zitadelle A. (4. Jahrtausend v. Chr.) (rechts)

Die Hochebene von Ginani (griechisch Οροπέδιο Γκίνανι) ist eine Hochebene im Südosten der Insel Salamis. Die Hochebene ist nach dem heute verlassenen Dorf Ginani benannt. Sie liegt in etwa 150 m Höhe südlich des Berges Venista (350 m), der höchsten Erhebung im Gebirge Maliza, dem antiken Akamas. Seit 2004 gilt die Hochebene offiziell als Archäologische Stätte.

## Beschreibung
1994 erkannte Professor Dimitrios I. Pallas als erster die archäologische Bedeutung der Hochebene von Ginani. Es wurde auch entdeckt, dass Grabräuber einige Kistengräber hier geplündert hatten. Ab 1997 wurde sie durch Archäologen der Universität Ioannina untersucht. Hierbei fand man zwei befestigte Anlagen vom Ende des Späthelladikums. Die südlichere Zitadelle A liegt auf dem 177 m hohen Hügel Kastro (griechisch Κάστρο = Burg) und ist die bedeutendere. Es handelt sich um eine dreieckige Befestigung von maximal 30 mal 50 m. Die befestigte Fläche beträgt etwa 750 m². Durch das felsige Terrain ist jedoch nur ein Teil nutzbar. Im Westen, Süden und Osten fällt das Gelände steil ab. Aus diesem Grund ist nur die Nordmauer mit bis zu 1,40 m Stärke besonders massiv gebaut. Der Zugang zur Burg befindet sich im Westen. An die Nordmauer ist ein Bereich von 20 m mal 25 m mit geringer Mauerstärke angebaut, der durch einen westlichen Zugang direkt unterhalb der Nordmauer der Zitadelle zugänglich ist. Es handelt sich hierbei wahrscheinlich um einen Pferch für das Vieh. Direkt nördlich des Pferches fand man die Grundmauern eines apsidialen Hauses. Auf der Zitadelle A fand man als Einzelfund auch eine anthropomorphe Kieselsteinfigur aus dem Neolithikum.
Westlich der Befestigung, etwa auf halbem Weg zum verlassenen Dorf Ginani, fand man zahlreiche Keramikscherben aus der Submykenischen (älteste SH IIIC1b), Protogeometrischen und Geometrischen Zeit. Auch nördlich der Zitadelle A fand man zahlreiche Keramikscherben aus dieser Zeit. Man vermutet, dass diese beiden Ort dicht besiedelt waren. Am südlichen Fuß des Venista fand man einen Abschnitt einer antiken Straße. Etwa 800 m nordöstlich auf dem 314 m hohen Aspri Rachi (griechisch Άσπρη Ράχη = weißer Gebirgskamm) fand man die sogenannte Zitadelle B. Sie hatte eine Ausdehnung von 75 m mal 25 m. Die Zitadelle B diente vermutlich als Aussichtspunkt, da nur von hier das umliegende Meer überschaut werden konnte. Nach dem Befund sind alle Fundstätten zeitgleich von etwa Ende des 12./Anfang des 11. Jahrhunderts v. Chr. bis zum Ende des 8. Jahrhunderts besiedelt gewesen. Man lebte jedoch nicht abgeschieden, wie importierte Keramik belegt.

## Interpretation
Der Archäologe Giannos G. Lolos sah zwischen der Besiedlung auf dem Plateau von Ginani und der mythischen Überlieferung um Telamon, Aias und Teukros einen Zusammenhang. So entstand die Siedlung im Anschluss, als die mykenische Akropolis von Kanakia verlassen wurde. Die Bewohner verließen entweder die Insel oder zogen sich auf die sichere Hochebene zurück. Nach dem Mythos musste Teukros Salamis verlassen und gründete auf Zypern die Stadt Salamis. Auch auf Zypern wurde um diese Zeit die Stadt Enkomi zu Gunsten der Stadt Salamis verlassen.